# Ariel Motor Company
|  | No s'ha de confondre amb Ariel (motocicleta). |

Ariel Motor Company Ltd és una petita empresa anglesa dedicada a la fabricació d'automòbils ubicada a Crewkerne (Somerset). Fundada per Simon Saunders el 1991 com a Solocrest Ltd, el nom es va canviar el 1999 a Ariel Motor Company Ltd. És una de les empreses d'automoció més petites del Regne Unit, amb prou feines amb 19 treballadors, i produeix fins a 100 automòbils a l'any.

## Producció

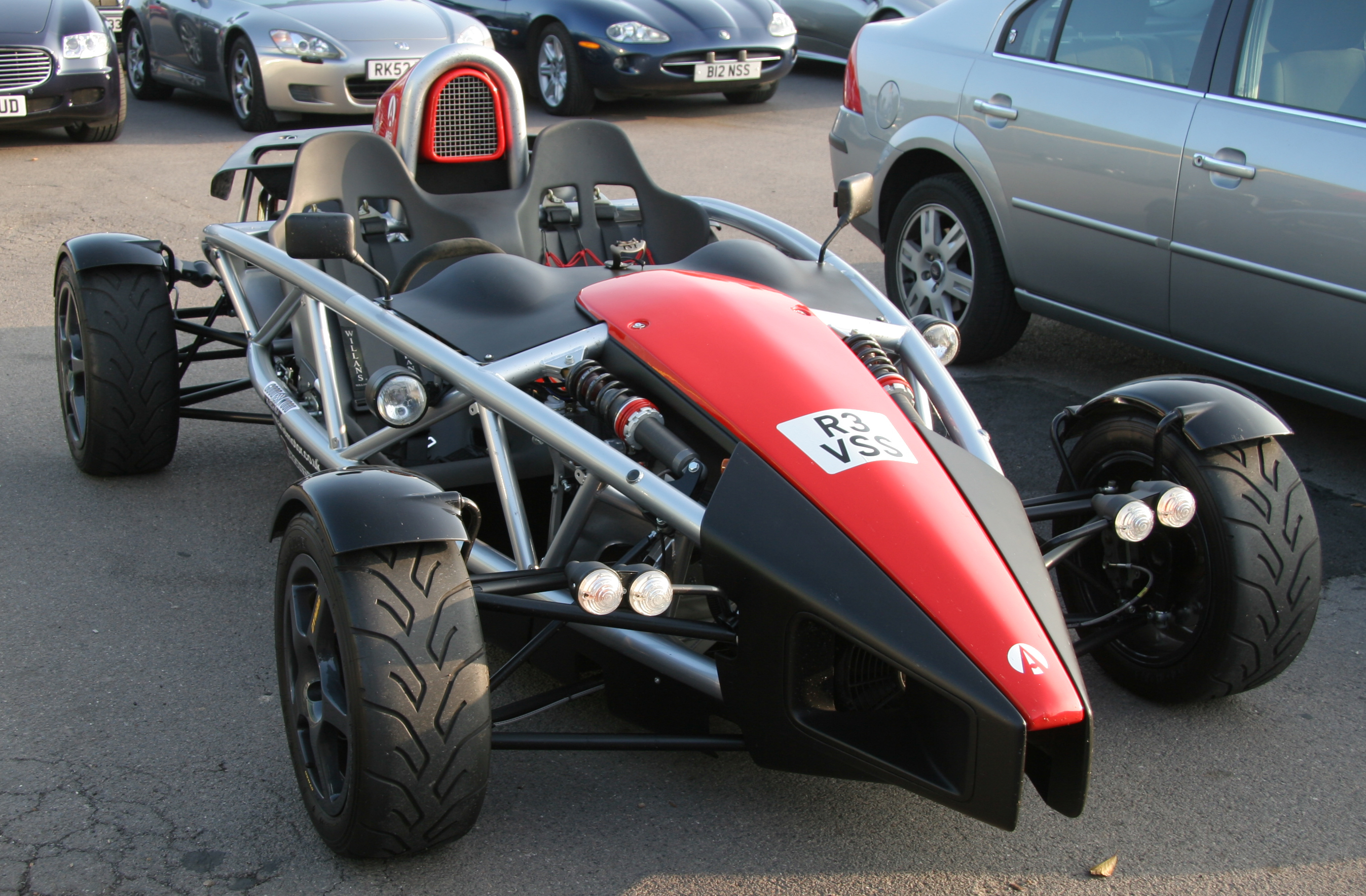
Un Ariel Atom del 2007

La companyia fabrica l'Ariel Atom, un cotxe extremadament lleuger, d'alt rendiment, propulsat per un motor i caixa de canvis provinents de l'Honda Civic Type-R. L'Atom és el primer cotxe exo-esquelètic de carretera del món; no té carrosseria ni sostre i està construït enterament al voltant d'un xassís tubular, de manera que pesa menys de 500 kg. Això significa que el model més recent, l'Ariel Atom 3.5R sobrealimentat, té una relació potència-pes al voltant de 700 CV per tona.
El juny de 2014, la companyia presentà la nova motocicleta Ariel Ace. Accionada per un motor i transmissió Honda V4 de 1.237 cc, la moto es va començar a fabricar a partir del 2015 en quantitats de producció similars a les dels seus automòbils.
El gener de 2015, Ariel va presentar a l'Autosport International Show el Nomad, un buggy que segueix els mateixos principis que l'Atom. El Nomad fa servir un motor Honda de 2,4 l que produeix 235 CV.
El 2017, Ariel anuncià el seu nou concepte, l'Ariel Hipercar, el qual serà propulsat per quatre motors elèctrics, un de destinat a cada roda, i serà alimentat elèctricament per una bateria ió-liti.